# Countdown (álbum)
Countdown (estilizado como COUNTDOWN), es el primer álbum de estudio japonés del grupo surcoreano EXO. Fue publicado el 31 de enero de 2018 por Avex Trax. El álbum contiene un total de diez canciones, incluyendo el sencillo «Electric Kiss».

## Antecedentes y lanzamiento
Se anunció el 4 de noviembre de 2017, a través del sitio web japonés de EXO, que el grupo regresaría en enero de 2018 con un álbum de estudio japonés. El 17 de noviembre, S.M. Entertainment comenzó a publicar teasers individuales de Countdown, comenzando con el integrante Kai, seguido por Xiumin el 18, Suho el 19, Baekhyun el 20, D.O. el 21, Chanyeol el 22, Sehun el 23, y por último Chen el 24. El 1 de diciembre, EXO reveló que el álbum contendría diez canciones de las cuales seis fueron previamente lanzadas y cuatro serían completamente nuevas. Cuatro días después, la S.M. publicó mediante su canal de YouTube la versión corta del vídeo musical de «Electric Kiss». Originalmente estaba programado para ser publicado el 24 de enero, el sitio web oficial japonés de EXO dijo que la fecha de lanzamiento del álbum finalmente se pospuso para el 31 de enero.

## Promoción
EXO interpretó «Electric Kiss» por primera vez el 26 de enero de 2018 en el programa matutino japonés Sukkiri. El 27 y 28 de enero, EXO interpretó la canción durante su gira EXO Planet 4 ─ The EℓyXiOn en Saitama.

## Recepción comercial
El álbum debutó en el primer puesto de Oricon Weekly Album Chart, convirtiendo a EXO en el primer grupo internacional en lograr que su primer álbum individual y completo en Japón llegue al número uno en la lista semanal de Oricon. Countdown también continuó en primer lugar en la lista de álbumes diarios de Oricon durante tres días consecutivos después de su lanzamiento, marcando el primer lugar cuatro veces en total durante la primera semana.
Según Oricon, el álbum de EXO ha registrado un número estimado de 89 000 copias vendidas durante la primera semana del lanzamiento.

## Lista de canciones
| Countdown - Edición estándar |                  |                                                                        |                                                              |          |  |
| N.º                          | Título           | Letras                                                                 | Música                                                       | Duración |  |
| 1.                           | «Electric Kiss»  | Junji Ishiwatari                                                       | Obi Mhondere, Kyler Niko, Evan Berard                        | 3:27     |  |
| 2.                           | «Coming Over»    | Amon Hayashi (Digz Inc.)                                               | Andreas Öberg, Darren Smith, Drew Ryan Scott, Sean Alexander | 3:21     |  |
| 3.                           | «Love Me Right»  | Oh Yoo Won, Kim Dong Hyun, Sara Sakurai                                | Denzil «DR» Remedios, Nermin Harambasic                      | 3:22     |  |
| 4.                           | «Lightsaber»     |                                                                        | LDN Noise, Adrian Mckinnon                                   | 3:05     |  |
| 5.                           | «Tactix»         | Kamikaoru (カミカオル)                                                 | Hanif Sabzevari, Daniel Kim                                  | 3:43     |  |
| 6.                           | «Into My World»  | Sara Sakurai                                                           | Joonathan Kettunen, Daniel Kim                               | 3:43     |  |
| 7.                           | «Lovin' You Mo'» | Amon Hayashi (Digz Inc.)                                               | Kay, Avenue 52, Darren "Baby Dee Beats" Smith                | 3:44     |  |
| 8.                           | «Drop That»      | MQ (BeatBurger), Jae Shim (BeatBurger), Hidenori Tanaka (agehasprings) | Shaun, Jae Shim (BeatBurger), Andreas Öberg, Maria Marcus    | 3:36     |  |
| 9.                           | «Run This»       | Amon Hayashi (Digz Inc.)                                               | Mark Alvin Thompson, David Anthony Eames                     | 3:23     |  |
| 10.                          | «Cosmic Railway» | Sara Sakurai                                                           | Steven Lee, Tom Hugo                                         | 4:38     |  |
| 37:25                        |                  |                                                                        |                                                              |          |  |

## Posicionamiento en listas
| Lista (2018)                  | Mejor posición |
| ----------------------------- | -------------- |
| Japón (Billboard Japan)       | 1              |
| Japón (Oricon)                | 1              |
| Estados Unidos (World Albums) | 6              |

## Ventas
| País           | Ventas  |
| -------------- | ------- |
| Japón (Oricon) | 89 425+ |

## Historial de lanzamiento
| País             | Fecha               | Formato              | Discográfica |
| ---------------- | ------------------- | -------------------- | ------------ |
| Edición estándar |                     |                      |              |
| Mundo            | 31 de enero de 2018 | Descarga digital     | Avex Trax    |
| Japón            | 31 de enero de 2018 | CD, descarga digital | Avex Trax    |
| Edición limitada |                     |                      |              |
| Japón            | 31 de enero de 2018 | DVD, Blu-ray         | Avex Trax    |